# Železniční trať Řezno–Oberkotzau
Železniční trať Řezno–Oberkotzau je 175 km dlouhá hlavní dvojkolejná neelektrifikovaná trať v Bavorsku. Spojuje města Řezno, Schwandorf, Weiden, Marktredwitz a Hof s Horními Franky. V úseku Řezno–Weiden vede trať v okolí řeky Naab, proto se tento úsek trati označuje taky jako Naabtalbahn.
Elektrifikace úseku trati mezi Řeznem a Hofem se plánuje.

## Historie
12. dubna 1856 přidělil král Maxmilián II. Bavorský akciové společnosti AG der Bayerischen Ostbahnen (Bavorské východní dráhy) povolení ke stavbě jižní části dráhy z Řezna nejprve do Wiesau a následně do Waldsassenu. Jako první úsek trati byl 12. prosince 1859 otevřen úsek Řezno–Schwandorf (dále do Hersbrucku). O čtyři roky později, 1. října 1863, byla trať prodloužena do Weidenu. O rok později byl otevřen úsek z Weidenu přes Wiesau do Waldsassenu. Po té byl Waldsassen spojen s českým Chebem dne 15. srpna 1865. Spojení Hof–Cheb bylo otevřeno 1. listopadu 1865. V této době byl tedy Hof z Řezna dostupný přes český Cheb.
O 13 let později budovaly Bavorské státní dráhy trať Norimberk–Cheb. I tato dráha vedla dále k železničnímu uzlu Cheb. 15. srpna 1877 byla otevřena železniční trať z Marktredwitzu do Oberkotzau a za dalších 5 let, 1. června 1882, byl otevřen poslední zbylý úsek mezi městy Marktredwitz a Wiesau.

### Významná data
- 12. prosinec 1859 (Řezno–Irrenlohe na trati do Norimberku)
- 1. října 1863 (Irrenlohe–Weiden na trati do Chebu)
- 15. srpna 1864 (Weiden–Wiesau na trati do Chebu)
- 15. srpna 1877 (Holenbrunn–Oberkotzau, připojení do Hofu)
- 15. května 1878 (Marktredwitz–Holenbrunn)
- 1. června 1882 (Wiesau–Marktedwitz, spojka)

### Další vývoj
Až do konce 19. století byla trať jednokolejná. Přestavba na dvojkolejnou trať neprobíhala ale zcela hladce. V oblasti u obce Pechbrunn se nacházela čedičová stěna, která nemohla být odstraněna. Ve dnech 30. a 31. října 1900 byla staniční budova oddělena od základů, nadzvednuta o 4 cm a posunuta o 10 metrů. Díky této akci mohl provoz na trati velmi rychle znovu pokračovat.

## Provoz

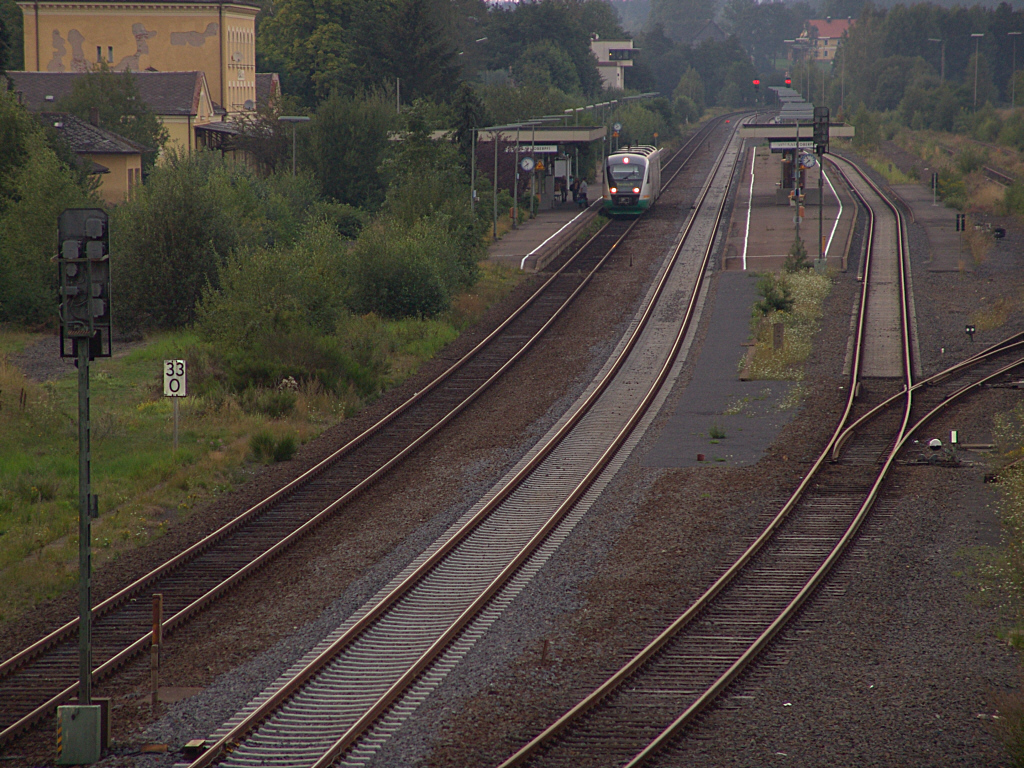
Vlak ve stanici Wiesau (Oberpf)

Regionální doprava je na celé této trati zajišťována společností Oberfalzbahn s dieslovými jednotkami Lint od společnosti Alstom. Dále zde jezdí regionální expres (RE) mezi Řeznem a Hofem, který je obsluhovaný společností ALEX a Deutsche Bahn (DB). DB zde jezdí s jednotkami s naklápěcí skříní řady 612.
Na úsecích Marktredwitz–Hof a Weiden–Neudstadt (Waldnaab) jezdí Regionální expres z Norimberku s jednotkami 612. Z Mnichova jezdí Bavorsko-český expres do Schwandorfu a odsud každé čtyři hodiny přes Furt in Wald a Plzeň do Prahy.

## Budoucnost
Elektrifikace tratě Hof–Marktredwitz–Řezno byla zahrnuta do spolkového dopravního plánu (Bundesvekehrsplan) na rok 2030 jako jeden z prioritních projektů. Tento plán vzbudil velkou diskusi a obavy lidí bydlících v okolí trati. Důvodem elektrifikace je totiž nákladní doprava a  přetížení koridorů vedoucích přes Norimberk. V původním projektu se nepočítalo s vybudováním ochrany proti hluku a z této otázky se v roce 2017 stalo i politické téma. V souvislosti se stavbou tzv. Brennerského tunelu (Brenner Base Tunnel) v Rakousku se výhledově počítá s výrazným navýšením provozu nákladních vlaků i na této trati. Společnost Deutsche Bahn předpokládá, že po provedení elektrifikace trati zavede IC vlaky v dvouhodinovém taktu, které by měly jezdit mezi Mnichovem a Dráždany.